# Calcio Monza 1989-1990
Questa pagina raccoglie le informazioni riguardanti il Calcio Monza nelle competizioni ufficiali della stagione 1989-1990.

## Stagione
La stagione 1989-1990 è stata la terza di Pierluigi Frosio sulla panchina allenatore del Monza. 
La Coppa Italia inizia con l'eliminazione dal primo turno ad opera del Napoli. 
In campionato il Monza disputa un discreto girone di andata chiuso a metà classifica con 19 punti. Nel girone di ritorno si assiste al progressivo scivolamento verso la zona retrocessione, situazione che costringe la squadra a giocare tutte le partite con il coltello fra i denti, ma non è sufficiente.
Mentre Cosenza e Barletta si salvano grazie alla classifica avulsa, il Monza ed il Messina sono costrette a giocarsi la salvezza ad uno spareggio che viene disputato a Pescara il 7 giugno 1990.
La vittoria arride ai messinesi mentre il Monza torna dopo sole due stagioni in Serie C1. 
Il miglior realizzatore di stagione brianzolo è stato Edi Bivi con 11 reti.

## Rosa
| N. |                   | Ruolo | Calciatore              |
| -- | ----------------- | ----- | ----------------------- |
|    | Italia (bandiera) | A     | Edi Bivi                |
|    | Italia (bandiera) | C     | Marco Bolis             |
|    | Italia (bandiera) | D     | Massimo Brioschi        |
|    | Italia (bandiera) | C     | Cristiano Buchetti      |
|    | Italia (bandiera) | A     | Massimiliano Cappellini |
|    | Italia (bandiera) | D     | Enzo Concina            |
|    | Italia (bandiera) | C     | Gianmario Consonni      |
|    | Italia (bandiera) | C     | Tiziano De Patre        |
|    | Italia (bandiera) | C     | Luigi Di Biagio         |
|    | Italia (bandiera) | D     | Gianni Flamigni         |
|    | Italia (bandiera) | D     | Roberto Fontanini       |
|    | Italia (bandiera) | D     | Carmelo Mancuso         |

| N. |                   | Ruolo | Calciatore         |
| -- | ----------------- | ----- | ------------------ |
|    | Italia (bandiera) | C     | Riccardo Monguzzi  |
|    | Italia (bandiera) | P     | Luca Pellini       |
|    | Italia (bandiera) | P     | Davide Pinato      |
|    | Italia (bandiera) | A     | Anselmo Robbiati   |
|    | Italia (bandiera) | D     | Fulvio Rondini     |
|    | Italia (bandiera) | D     | Gianpaolo Rossi    |
|    | Italia (bandiera) | C     | Fulvio Saini       |
|    | Italia (bandiera) | A     | Filippo Salierno   |
|    | Italia (bandiera) | A     | Gianfranco Serioli |
|    | Italia (bandiera) | D     | Massimo Tarantino  |
|    | Italia (bandiera) | D     | Pietro Turci       |
|    | Italia (bandiera) | C     | Fabio Viviani      |

## Risultati

### Serie B

#### Girone di andata
| Arbitro: | Guidi (Bologna) |

|                                    |           |  |
| Piovanelli 29’ Been 38’ Cuoghi 81’ | Marcatori |  |

| Arbitro: | Iori (Parma) |

|                 |           |  |
| Bivi 94’ (rig.) | Marcatori |  |

| Arbitro: | Bizzarri (Ferrara) |

|                |           |  |
| Pergolizzi 88’ | Marcatori |  |

| Arbitro: | Bailo (Novi Ligure) |

|                 |           |  |
| Bivi 57’ (rig.) | Marcatori |  |

| Arbitro: | Scaramuzza (Mestre) |

|                                          |           |  |
| Provitali 10’ Valentini 24’ Cappioli 40’ | Marcatori |  |

| Arbitro: | Arcangeli (Terni) |

|             |           |  |
| Onorato 55’ | Marcatori |  |

| Arbitro: | Cafaro (Grosseto) |

|                 |           |           |
| Bivi 35’ (rig.) | Marcatori | 22’ Melli |

| Arbitro: | Dal Forno (Ivrea) |

|  |           |              |
|  | Marcatori | 67’ Flamigni |

| Arbitro: | Rosica (Roma) |

|                      |           |  |
| Serioli 11’ Bivi 41’ | Marcatori |  |

| Arbitro: | Scaramuzza (Mestre) |

|                            |           |  |
| Sorbello 19’ Parpiglia 26’ | Marcatori |  |

| Arbitro: | Lombardi (La Spezia) |

|             |           |             |
| Rondini 88’ | Marcatori | 38’ Lorenzo |

| Arbitro: | Cinciripini (Ascoli Piceno) |

|             |           |              |
| Robbiati 5’ | Marcatori | 57’ Padovano |

| Brescia 19 novembre 1989 13ª giornata | Brescia                       | 0 – 0 | Monza | Stadio Mario Rigamonti\| Arbitro: \| Quartuccio (Torre Annunziata) \| |
| Arbitro:                              | Quartuccio (Torre Annunziata) |       |       |                                                                       |

| Arbitro: | Iori (Parma) |

|             |           |  |
| Serioli 15’ | Marcatori |  |

| Arbitro: | Bizzarri (Ferrara) |

|  |           |              |
|  | Marcatori | 18’ Consonni |

| Arbitro: | Guidi (Bologna) |

|                       |           |  |
| Consonni 13’ Bivi 37’ | Marcatori |  |

| Arbitro: | Quartuccio (Torre Annunziata) |

|              |           |  |
| Vincenzi 47’ | Marcatori |  |

| Arbitro: | Cafaro (Grosseto) |

|              |           |             |
| Consonni 20’ | Marcatori | 67’ Signori |

| Arbitro: | Piana (Modena) |

|                                 |           |  |
| Pacione 2’, 74’ Müller 33’, 85’ | Marcatori |  |

#### Girone di ritorno
| Arbitro: | Boemo (Cervignano del Friuli) |

|                         |           |                          |
| Serioli 47’ Concina 66’ | Marcatori | 12’ Bosco 63’ Incocciati |

| Arbitro: | Fucci (Salerno) |

|                                      |           |           |
| Rossi 10’ (aut.) Catalano 34’ (rig.) | Marcatori | 69’ Saini |

| Arbitro: | Beschin (Legnago) |

|          |           |  |
| Bivi 66’ | Marcatori |  |

| Arbitro: | Cafaro (Grosseto) |

|                                    |           |  |
| Silenzi 33’ (rig.) Bergamaschi 71’ | Marcatori |  |

| Arbitro: | Ceccarini (Livorno) |

|  |           |               |
|  | Marcatori | 81’ Provitali |

| Monza 25 febbraio 1990 25ª giornata | Monza              | 0 – 0 | Messina | Stadio Brianteo\| Arbitro: \| Felicani (Bologna) \| |
| Arbitro:                            | Felicani (Bologna) |       |         |                                                     |

| Arbitro: | Boemo (Cervignano del Friuli) |

|                  |           |  |
| Pizzi 35’ (rig.) | Marcatori |  |

| Arbitro: | Sguizzato (Verona) |

|  |           |             |
|  | Marcatori | 54’ Mannari |

| Arbitro: | Guidi (Bologna) |

|  |           |                               |
|  | Marcatori | 41’ Bolis 45’ (aut.) Lo Garzo |

| Arbitro: | Iori (Parma) |

|             |           |             |
| Mancuso 44’ | Marcatori | 46’ Dal Prà |

| Arbitro: | Bizzarri (Ferrara) |

|             |           |          |
| Fontana 71’ | Marcatori | 70’ Bivi |

| Cosenza 14 aprile 1990 31ª giornata | Cosenza                       | 0 – 0 | Monza | Stadio San Vito\| Arbitro: \| Quartuccio (Torre Annunziata) \| |
| Arbitro:                            | Quartuccio (Torre Annunziata) |       |       |                                                                |

| Monza 22 aprile 1990 32ª giornata | Monza            | 0 – 0 | Brescia | Stadio Brianteo\| Arbitro: \| Cardona (Milano) \| |
| Arbitro:                          | Cardona (Milano) |       |         |                                                   |

| Arbitro: | Trentalange (Torino) |

|                              |           |  |
| Pradella 12’ Sola 86’ (rig.) | Marcatori |  |

| Arbitro: | Guidi (Bologna) |

|          |           |                               |
| Bivi 54’ | Marcatori | 57’ Bonometti 67’, 82’ Ciocci |

| Pescara 13 maggio 1990 35ª giornata | Pescara           | 0 – 0 | Monza | Stadio Adriatico\| Arbitro: \| Dal Forno (Ivrea) \| |
| Arbitro:                            | Dal Forno (Ivrea) |       |       |                                                     |

| Arbitro: | Baldas (Trieste) |

|                     |           |                |
| Serioli 8’ Bivi 61’ | Marcatori | 42’ Signorelli |

| Arbitro: | Stafoggia (Pesaro) |

|           |           |  |
| Fonte 46’ | Marcatori |  |

| Arbitro: | Luci (Firenze) |

|               |           |  |
| Bivi 33’, 77’ | Marcatori |  |

### Spareggio salvezza
| Arbitro: | Beschin (Legnago) |

|  |           |         |
|  | Marcatori | 9’ Doni |

### Coppa Italia
| Arbitro: | Felicani (Bologna) |

|                                                                                             |                       |                                                                                            |
| Carnevale 83’                                                                               | Marcatori             | 65’ Cappellini                                                                             |
| Neri Ferrara M. Mauro Baroni Zola Corradini Bigliardi Tarantino Carnevale Francini Giuliani | Tiri di rigore 10 – 9 | Cappellini Consonni De Patre Monguzzi Mancuso Fontanini Vibiani Rossi Rondini Turci Pinato |